# 完顏盆納
完顏盆納，11世纪后期女真族领袖，金朝宗室，完颜氏，完顏謝夷保的儿子。
完顏謝夷保是女真族首领和完颜跋海和妻子的第四个儿子，謝夷保的大哥是綏可。完顏盆納辅佐伯父綏可的曾孙劾里鉢奠基完颜部有功。劾里鉢时代，完顏歡都、完顏冶訶及完顏劾者、完顏拔達、完顏盆納五人，不離劾里鉢左右，親如手足。完顏盆納勇毅善射，當時有與他同名之人，曾有貳心，于是把他称做「惡盆納」。天會十五年（1137年），追贈完顏盆納为開府儀同三司。金章宗明昌五年（1194年）閏十月，以儀同三司、代國公完顏歡都，銀青光祿大夫、特進完顏冶訶，特進完顏劾者，開府儀同三司完顏盆納、儀同三司完顏拔達，配享世祖劾里鉢廟庭。